# Steve Whitmire
Steven Lawrence « Steve » Whitmire est un acteur américain né le 24 septembre 1959 à Atlanta, Géorgie (États-Unis). Il est un des principaux marionnettistes des Muppets et a repris, entre autres, le personnage de Kermit la grenouille à la mort de son créateur, Jim Henson.

## Filmographie

### Cinéma
- 1979 : Les Muppets, le film : Fletcher Bird / Scooter
- 1981 : La Grande Aventure des Muppets (The Great Muppet Caper) : Rizzo the Rat / Lips
- 1982 : Dark Crystal (The Dark Crystal) : Scientist (performer and voice) / Kira, A Gelfling (assistant)
- 1984 : Les Muppets à Manhattan (The Muppets Take Manhattan) : Rizzo the Rat / Gill - Frog / Baby Kermit / Chicken / College Student in Audience / Dog / Lew Zealand
- 1985 : Muppet Video: The Kermit and Piggy Story (vidéo)
- 1985 : Dreamchild : Additional Muppet Performer
- 1986 : Labyrinthe (Labyrinth) : The Four Guards / Firey 4 / Ambrosius
- 1990 : Les Sorcières : Luke en souris
- 1991 : Muppet's Vision 3D : Waldo C. Graphic, Bean Bunny, Rizzo the Rat
- 1992 : Noël chez les Muppets (The Muppet Christmas Carol) : Bob Crachit (Kermit the Frog) / Rizzo the Rat / Beaker / Bean Bunny / Belinda Crachit / Beetle / Lips / Rat (uncredited) / Sprocket the Dog (uncredited)
- 1994 : It's Not Easy Being Green (vidéo) : Kermit the Frog, Rizzo the Rat
- 1994 : Muppet Classic Theater (vidéo) : Kermit the Frog, Rizzo the Rat
- 1996 : Elmo Saves Christmas (vidéo) : Kermit the Frog
- 1996 : Muppet Treasure Island Sing-Along (vidéo) : Rizzo the Rat
- 1996 : L'Île au trésor des Muppets : Kermit the Frog / Rizzo the Rat / Beaker / Bean Bunny / Rat (uncredited)
- 1998 : The Best of Kermit on Sesame Street (vidéo) : Kermit the frog
- 1999 : Les Muppets dans l'espace (Muppets from Space) : Kermit the Frog / Rizzo the Rat / Beaker / Cosmic Fish #1 / Bean Bunny / Beach Hippie (uncredited)
- 1999 : Elmo au pays des grincheux (The Adventures of Elmo in Grouchland) : Ernie / Stuckweed / Football Stenchman / Ice Cream Vendor / Parrot (voix)
- 2002 : Kermit, les années têtard (vidéo) : Kermit the Frog, Jack Rabbit, Chico
- 2005 : Kermit : A Frog's Life (vidéo) : Kermit the frog / Statler
- 2005 : Le Magicien d'Oz des Muppets : Kermit the frog / Beaker / Rizzo the rat / Statler / Bean Bunny / Membre du public au restaurant de Tante Em (apparition à l'écran)
- 2007 : Le Merveilleux magasin de Mr. Magorium : Kermit the frog
- 2008 : Sesame Street: Abby in Wonderland : Tweedledum (Ernie)
- 2011 : Les Muppets, le retour : Kermit the frog / Beaker / Rizzo the rat / Statler / Link Hogthrob / The Muppet Newsman / Lips
- 2014 : Opération Muppets : Kermit the frog / Foo-Foo / Statler / Beaker / Lips / Rizzo the rat / Link Hogthrob / The Muppet Newsman / Andy Pig / un prisonnier du goulag (apparition à l'écran)

### Télévision
- 1979 : The Muppets Go Hollywood (TV) : Fletcher Bird / Mutation Monster
- 1979 : John Denver and the Muppets: A Christmas Together (TV)
- 1981 : The Muppets Go to the Movies (TV) : Rizzo the Rat, The Scarlet Pimpernel, Jed
- 1986 : The Tale of the Bunny Picnic (TV) : Bean Bunny
- 1986 : The Muppets : A Celebration of 30 Years (TV) : Lips / Rizzo the Rat / Sprocket the Dog
- 1986 : The Christmas Toy (TV) : Mew
- 1987 : A Muppet Family Christmas (TV) : Turkey / Rizzo the Rat / Foo-Foo / Wembley Fraggle / Sprocket the Dog / Lips
- 1989 : The Jim Henson Hour (série télévisée) : Bean Bunny
- 1990 : The Muppets at Walt Disney World (TV) : Bean Bunny / Rizzo the Rat / Foo-Foo / Sprockets / Lips
- 1969 : 1, rue Sésame ("Sesame Street") (série télévisée) : Additional Muppets
- 1994 : Animal Show (série télévisée) : Eve St. La Roache
- 1995 : Mr. Willowby's Christmas Tree (TV) : Kermit the Frog
- 1999 : Cinderelmo (TV) : Ernie, Kermit the Frog
- 2002 : Joyeux Muppet Show de Noël (It's a Very Merry Muppet Christmas Movie) (TV) : Kermit / Rizzo the Rat / Beaker / Bean Bunny / Mr. Poodlepants
- 2002 : Play with Me Sesame (série télévisée) : Ernie
- 2005 : Le Magicien d'Oz des Muppets (TV) : Kermit the Frog / Beaker / Bean Bunny / Rizzo the Rat (uncredited) / Statler (uncredited)
- 2005 : Statler and Waldorf : From the Balcony (série télévisée) : Statler